# Tri Nations 2007
Il Tri Nations 2007 (in inglese 2007 Tri Nations Series) fu la 12ª edizione del torneo annuale di rugby a 15 tra le squadre nazionali di Australia, Nuova Zelanda e Sudafrica.
Si tenne dal 16 giugno al 21 luglio 2007 e fu vinto per l'ottava volta dalla Nuova Zelanda.
Per motivi contingenti (la partecipazione di tutte e tre le squadre alla Coppa del Mondo 2007 in Francia), la nuova formula a 9 incontri fu temporaneamente messa da parte per una stagione, onde permettere alle partecipanti la miglior preparazione alla competizione mondiale; fu quindi adottato il calendario classico di sei incontri da tenersi tra giugno e luglio 2007.
La partita decisiva fu quella di chiusura del torneo che vedeva Australia e Nuova Zelanda appaiate in testa alla classifica e in procinto di affrontarsi ad Auckland per la seconda sfida valida per la Bledisloe Cup: furono gli All Blacks a imporsi 26-12 con una sola meta di Woodcock e sette piazzati di Carter e incamerare l'ottavo titolo dell'Emisfero Sud su dodici edizioni.
Il valore delle marcature, come stabilito dall’IRFB nel 1992, era: 5 punti per ciascuna meta (7 se trasformata), 3 punti per la realizzazione di ciascun calcio piazzato, idem per il drop.

## Nazionali partecipanti e sedi
| Squadra       | Città                 | Impianto interno                           |
| ------------- | --------------------- | ------------------------------------------ |
| Australia     | Melbourne Sydney      | Melbourne Cricket Ground Stadium Australia |
| Nuova Zelanda | Auckland Christchurch | Eden Park Lancaster Park                   |
| Sudafrica     | Città del Capo Durban | Newlands Stadium Kings Park Stadium        |

## Risultati
| Arbitro: | Wayne Barnes |

|                         |      |                    |
| Fourie 13’              | mt   | 30’ Giteau         |
| Montgomery 13’          | tr   | 30’ Mortlock       |
| Montgomery 2’, 45’, 53’ | c.p. | 12’, 28’, 36’, 43’ |
| F. Steyn 74’, 77’       | drop |                    |

| Arbitro: | Alain Rolland |

|                                   |      |                        |
| Burger 39’ James 44’              | mt   | 68’ McCaw 71’ Rokocoko |
| Montgomery 44’                    | tr   | 68’, 71’ Carter        |
| Montgomery 4’, 65’ R. Pienaar 18’ | c.p. | 30’, 37’, 55’ Carter   |
|                                   | drop | 41’ Mauger             |

| Arbitro: | Marius Jonker |

|                                  |      |                         |
| Ashley-Cooper 62’ Staniforth 71’ | mt   | 4’ Woodcock 25’ R. Gear |
| Giteau 62’, 71’                  | tr   | 4’ Carter               |
| Mortlock 13’, 19’                | c.p. | 16’ Carter              |

| Arbitro: | Paul Honiss |

|                                   |      |                         |
| Gerrard 21’ Hoiles 42’ Giteau 54’ | mt   | 5’ v. Heerden 7’ Paulse |
| Mortlock 21’, 42’                 | tr   | 5’, 7’ Hougaard         |
| Mortlock 36’, 51’                 | c.p. | 15’ Hougaard            |

| Arbitro: | Stuart Dickinson |

|                                  |      |                   |
| Leonard 68’ Evans 75’ Carter 80’ | mt   |                   |
| Carter 68’, 75’, 80’             | tr   |                   |
| Carter 8’, 25’, 53’, 58’         | c.p. | 23’, 45’ Hougaard |

| Arbitro: | Nigel Owens |

|                                          |      |                        |
| Woodcock 59’                             | mt   |                        |
| Carter 10’, 27’, 36’, 38’, 43’, 51’, 74’ | c.p. | 23’, 33’, 48’ Mortlock |
|                                          | drop | 25’ Giteau             |

## Classifica
| Pos | Squadra       | G | V | N | P | PF  | PS  | DP  | BMP | Pt |
| --- | ------------- | - | - | - | - | --- | --- | --- | --- | -- |
| 1   | Nuova Zelanda | 4 | 3 | 0 | 1 | 100 | 59  | +41 | 1   | 13 |
| 2   | Australia     | 4 | 2 | 0 | 2 | 76  | 80  | −4  | 1   | 9  |
| 3   | Sudafrica     | 4 | 1 | 0 | 3 | 66  | 103 | −37 | 1   | 5  |